# Liste der Naturdenkmale in Weitersweiler
Die Liste der Naturdenkmale in Weitersweiler nennt die im Gemeindegebiet von Weitersweiler ausgewiesenen Naturdenkmale (Stand 28. März 2024).

## Naturdenkmale
| Nr.         | Bezeichnung                  | Lage                                              | Beschreibung                                             | Bild                                    |
| ----------- | ---------------------------- | ------------------------------------------------- | -------------------------------------------------------- | --------------------------------------- |
| ND-7333-051 | Linde                        | Hauptstraße, gegenüber Nr. 17 Lage                | Tilia sp.; um 1920 gepflanzt, 12 m hoch bei 1,2 m Umfang | Direkt Bild zu diesem Denkmal hochladen |
| ND-7333-136 | Zwei Linden auf dem Friedhof | Hauptstraße, auf dem Friedhof Lage                | Tilia sp., zwei von ursprünglich drei Bäumen             | Direkt Bild zu diesem Denkmal hochladen |
| ND-7333-144 | Eiche am vorderen Eichelberg | westlich des Ortes; Flur Vorderer Eichelberg Lage | Quercus sp.                                              | Direkt Bild zu diesem Denkmal hochladen |